# Krigsåret 1740

## Pågående krig
- Korsikanska upproret (1733-1743)[1]

- Kriget om kapten Jenkins öra (1739 - 1748)
  - Spanien på ena sidan.
  - Storbritannien på andra sidan.

- Portugisiska Marathakriget (1737-1741)[2]

- Österrikiska tronföljdskriget (1740 - 1748)[3]
  - Österrike, Storbritannien, Förenade Nederländerna, Sachsen, Sardinien och Ryssland på ena sidan.
  - Preussen, Frankrike, Spanien, Bayern och Neapel på andra sidan

## Händelser
- 8 april – Slaget den 8 april 1740
- 13 juni-20 juli – Belägringen av St. Augustine
- 26 juni – Belägringen av Fort Mose
- 9-24 oktober – Massakern i Batavia 1740

### Fotnoter
1. ↑  ”WHKMLA”. http://www.zum.de/whkmla/military/18cen/corsica17551769.html. Läst 30 juni 2011.
2. ↑  ”KMLA”. http://www.zum.de/whkmla/military/18cen/pmaratha17371741.html. Läst 4 juli 2011.
3. ↑  ”World Statesmen”. http://www.worldstatesmen.org/WARS.html. Läst 28 juni 2011.